# Почеп
Почеп (рус. Почеп) град је у Русији у Брјанској области.

## Становништво
| 1939.  | 1959.  | 1970.  | 1979.  | 1989.  | 2002.  | 2010.  |
| ------ | ------ | ------ | ------ | ------ | ------ | ------ |
| 15.558 | 15.700 | 15.995 | 15.933 | 16.868 | 17.064 | 17.161 |